# Неґовець
Неґовець (пол. Niegowiec) — село в Польщі, у гміні Малкіня-Ґурна Островського повіту Мазовецького воєводства.
Населення — 135 осіб (2011).
У 1975-1998 роках село належало до Остроленцького воєводства.

## Демографія
Демографічна структура станом на 31 березня 2011 року:
|          | Загалом | Допрацездатний вік | Працездатний вік | Постпрацездатний вік |
| -------- | ------- | ------------------ | ---------------- | -------------------- |
| Чоловіки | 79      | 16                 | 56               | 7                    |
| Жінки    | 56      | 12                 | 29               | 15                   |
| Разом    | 135     | 28                 | 85               | 22                   |